# Thiers (quận)
Quận Thiers là một quận của Pháp, nằm ở tỉnh Puy-de-Dôme, ở vùng Auvergne-Rhône-Alpes. Quận này có 6 tổng và 43 xã.

## Các đơn vị hành chính

### Các tổng
Các tổng của quận Thiers là: 
1. Châteldon
2. Courpière
3. Lezoux
4. Maringues
5. Saint-Rémy-sur-Durolle
6. Thiers

### Các xã
Các xã của quận Thiers, và mã INSEE là: 
| 1. Arconsat (63008)                | 2. Aubusson-d'Auvergne (63015)       | 3. Augerolles (63016)             | 4. Bulhon (63058)              |
| 5. Celles-sur-Durolle (63066)      | 6. Chabreloche (63072)               | 7. Charnat (63095)                | 8. Châteldon (63102)           |
| 9. Courpière (63125)               | 10. Crevant-Laveine (63128)          | 11. Culhat (63131)                | 12. Dorat (63138)              |
| 13. Escoutoux (63151)              | 14. Joze (63180)                     | 15. La Monnerie-le-Montel (63231) | 16. La Renaudie (63298)        |
| 17. Lachaux (63184)                | 18. Lempty (63194)                   | 19. Lezoux (63195)                | 20. Limons (63196)             |
| 21. Luzillat (63201)               | 22. Maringues (63210)                | 23. Noalhat (63253)               | 24. Néronde-sur-Dore (63249)   |
| 25. Olmet (63260)                  | 26. Orléat (63265)                   | 27. Palladuc (63267)              | 28. Paslières (63271)          |
| 29. Peschadoires (63276)           | 30. Puy-Guillaume (63291)            | 31. Ris (63301)                   | 32. Saint-Jean-d'Heurs (63364) |
| 33. Saint-Rémy-sur-Durolle (63393) | 34. Saint-Victor-Montvianeix (63402) | 35. Sainte-Agathe (63310)         | 36. Sauviat (63414)            |
| 37. Sermentizon (63418)            | 38. Seychalles (63420)               | 39. Thiers (63430)                | 40. Vinzelles (63461)          |
| 41. Viscomtat (63463)              | 42. Vollore-Montagne (63468)         | 43. Vollore-Ville (63469)         |                                |